# Gamasiphoides longocuspis
Gamasiphoides longocuspis är en spindeldjursart som beskrevs av Wolfgang Karg 1976. Gamasiphoides longocuspis ingår i släktet Gamasiphoides och familjen Ologamasidae. Inga underarter finns listade i Catalogue of Life.